# Élections constituantes de 1945 dans l'Aisne
Les élections législatives françaises de 1945 se déroulent le 21 octobre.

## Mode de scrutin
Les députés sont élus selon le système de représentation proportionnelle suivant la règle de la plus forte moyenne dans le département, sans panachage ni vote préférentiel.
Il y a 586 sièges à pourvoir.
Dans le département de l'Aisne, six députés sont à élire.

## Élus
Les six députés élus sont : 
| Identité                | Parti | Parti |
| ----------------------- | ----- | ----- |
| Adrien Renard           |       | PCF   |
| René Thuillier          |       | PCF   |
| Jean Pierre-Bloch       |       | SFIO  |
| Élie Bloncourt          |       | SFIO  |
| Charles Desjardins      |       | UR    |
| Marie-Hélène Lefaucheux |       | MRP   |

## Résultats

### Résultats à l'échelle du département
| Parti          | Parti          | Tête de liste           | Résultats | Résultats | Résultats |  |
| Parti          | Parti          | Tête de liste           | Voix      | %         | Sièges    |  |
| -------------- | -------------- | ----------------------- | --------- | --------- | --------- |  |
|                | PCF            | Adrien Renard           | 75 446    | 35.35     | 2         |  |
|                | SFIO           | Jean Pierre-Bloch       | 57 170    | 26.79     | 2         |  |
|                | UR             | Charles Desjardins      | 35 998    | 16.87     | 1         |  |
|                | MRP            | Marie-Hélène Lefaucheux | 35 106    | 16.45     | 1         |  |
|                | Rad            | Jean Beffera            | 9 689     | 4.54      | 0         |  |
|                |                |                         |           |           |           |  |
| Inscrits       | Inscrits       | Inscrits                | 267 048   | 100,00    |           |  |
| Abstentions    | Abstentions    | Abstentions             | 48 165    | 18,04     |           |  |
| Votants        | Votants        | Votants                 | 218 883   | 81,96     |           |  |
| Blancs et nuls | Blancs et nuls | Blancs et nuls          | 5 458     | 2,49      |           |  |
| Exprimés       | Exprimés       | Exprimés                | 213 425   | 97,51     |           |  |